# Romênia nos Jogos Olímpicos de Verão de 1984
A Romênia competiu nos Jogos Olímpicos de Verão de 1984, realizados em Los Angeles, Estados Unidos.